# Atesta antennalis
Atesta antennalis là một loài bọ cánh cứng trong họ Cerambycidae.